# Neonoemacheilus labeosus

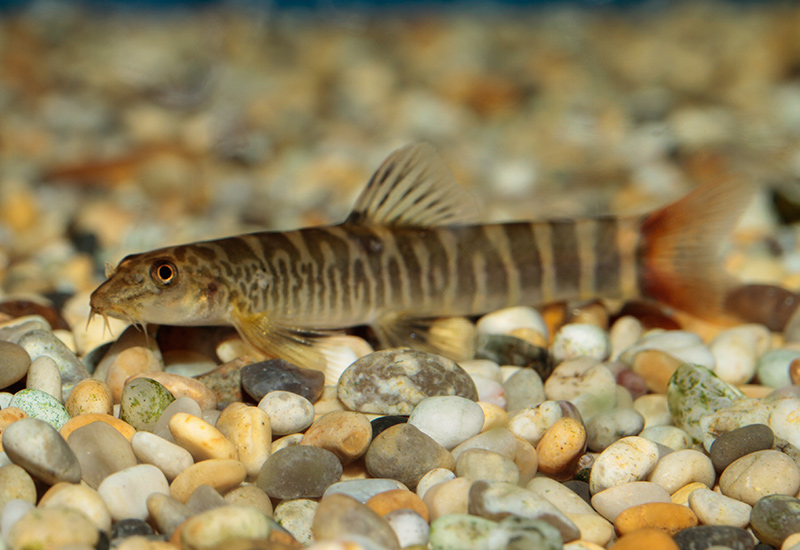
N. labeosus

Neonoemacheilus labeosus es una especie de peces de la familia Balitoridae en el orden de los Cypriniformes.

## Morfología
• Los machos pueden llegar alcanzar los 7,1 cm de longitud total.
- Número de  vértebras: 37.[1][2]

## Distribución geográfica
Se encuentran en Asia: la India, Birmania y Tailandia, incluyendo la  cuenca del río Salween.

## Hábitat
Es un pez de agua dulce y de clima tropical.